# Suministro de electricidad

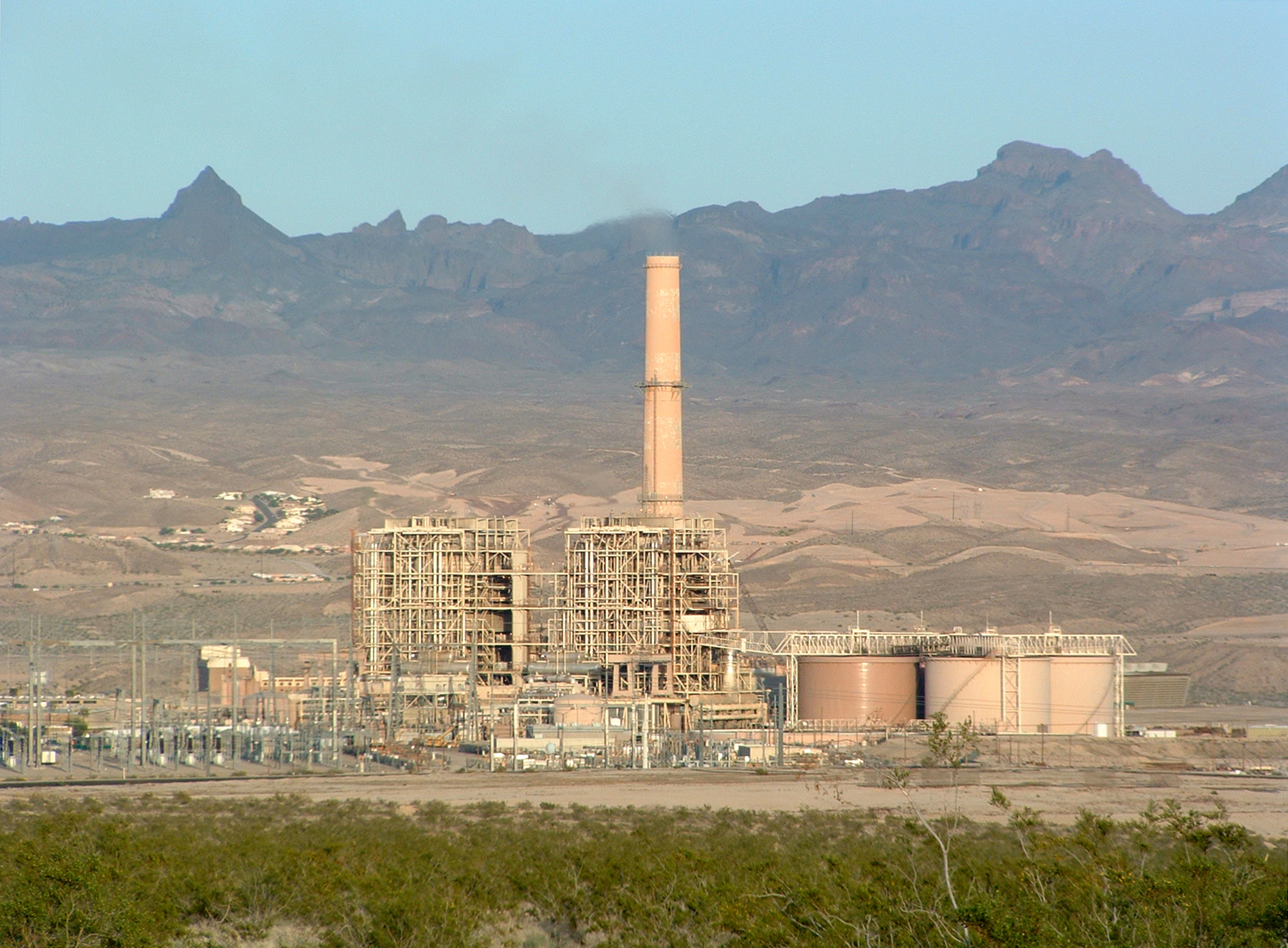
La central eléctrica Mohave, en Nevada, Estados Unidos, una planta de carbón con potencia de 1580 MW.

El suministro de electricidad es el proceso que comprende las fases de generación, transmisión y distribución de la electricidad al consumidor.

## Generación
En general, la generación de energía eléctrica consiste en transformar alguna clase de energía (química, cinética, térmica, lumínica, nuclear,  solar entre otras), en energía eléctrica. Para la generación industrial se recurre a instalaciones denominadas centrales eléctricas, que ejecutan alguna de las transformaciones citadas.

## Transmisión / Transporte
La red de transporte de energía eléctrica es la parte del sistema de suministro eléctrico constituida por los elementos necesarios para llevar hasta los puntos de consumo y a través de grandes distancias, la energía eléctrica generada en las centrales eléctricas.

## Distribució
La Red de Distribución de la Energía Eléctrica o Sistema de Distribución de Energía Eléctrica es la parte del sistema de suministro eléctrico cuya función es el suministro de energía desde la subestación de distribución hasta los usuarios finales (medidor o contador del cliente). Se lleva a cabo por los Operadores del Sistema de Distribución (Distribution System Operator o DSO en inglés), también denominados distribuidores de electricidad.
Los elementos que conforman la red o sistema de distribución son los siguientes:
- Subestación de distribución: conjunto de elementos (transformadores, interruptores, seccionadores, etc.) cuya función es reducir los niveles de alta tensión de las líneas de transmisión (o subtransmisión) hasta niveles de media tensión para su ramificación en múltiples salidas.
- Circuito primario.
- Circuito secundario.

- Datos: Q5357817